# ميدالية أدالبرت شتيفتر
ميدالية أدالبرت شتيفتر Adalbert-Stifter-Medaille جائزة أدبية تشجيعية، تمنح في إطار جائزة الدولة النمساوية للأدب.
- من الحاصلين عليها:
- ماكس ميل           1927.
- فرانتس توملر       1969.
- جاني إبنر             1970.
- أوسكار كرايبيش.  1976.
- فيدمار هادر          1980.